# 克雷莫纳主教座堂

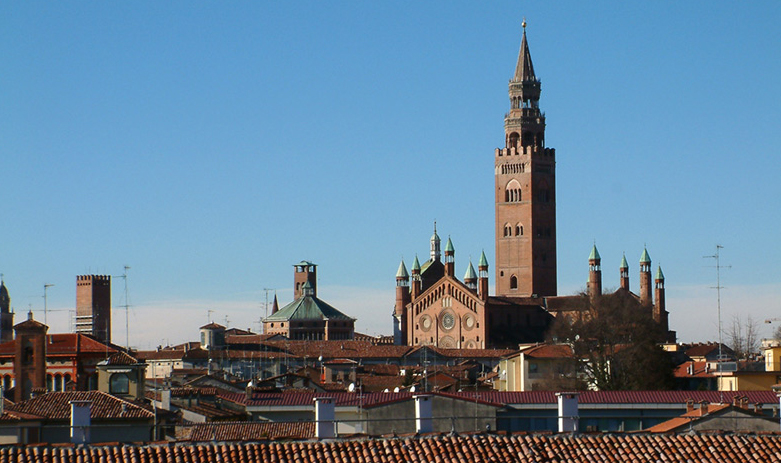
外观

克雷莫纳圣母升天主教座堂（義大利語：Duomo di Cremona Santa Maria Assunta）是天主教克雷莫纳区的主教座堂，位于意大利北部伦巴第大区克雷莫纳。 其钟楼是著名的克雷莫纳钟楼，是该市的标志，和意大利最高的现代以前的塔楼。
另一座附属建筑克雷莫纳洗礼堂也是重要的中世纪建筑。

## 历史
座堂最初为罗曼式建筑，后开加入了哥特式、文艺复兴和巴洛克元素。始建于1107年，在1117年地震遭到损坏并停工。1129年重新开工，完成于1160-1170年。现在的立面建于13世纪到14世纪初。 

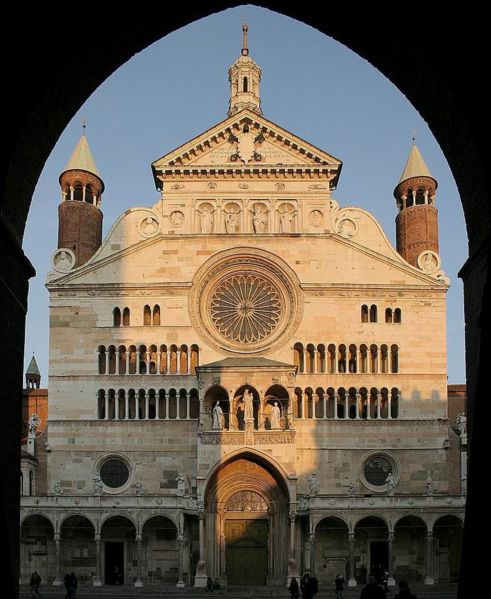
立面

## 外观
其正立面，连同洗礼堂，构成欧洲最重要的罗曼式建筑艺术之一。拥有巨大的玫瑰窗。

## 内部
其内部拥有重要的艺术品，例如《亚伯拉罕、以撒、雅各和约瑟的故事》等许多壁画。